# Élections cantonales de 1992 dans le Territoire de Belfort
Les élections cantonales ont eu lieu les 22 et 29 mars 1992.
Lors de ces élections, 8 des 15 cantons du Territoire de Belfort ont été renouvelés. Elles ont vu la reconduction de la majorité socialiste dirigée par Christian Proust, président du conseil général depuis 1982.

## Résultats à l’échelle du département
Répartition départementale des résultats (2e tour).
- PS (33,78 %)
- Majorité (4,66 %)
- Verts (6,3 %)
- RPR (36,89 %)
- UDF (15,62 %)
- FN (2,75 %)

| Étiquette      | Étiquette                          | Premier tour | Premier tour | Second tour | Second tour | Sièges |
| Étiquette      | Étiquette                          | Voix         | %            | Voix        | %           | Sièges |
| -------------- | ---------------------------------- | ------------ | ------------ | ----------- | ----------- | ------ |
|                | Parti socialiste                   | 7 793        | 26,88        | 9 035       | 33,78       | 0      |
|                | Parti communiste français          | 1 361        | 4,69         |             |             |        |
|                | Majorité présidentielle            | 1 170        | 4,03         | 1 247       | 4,66        | 2      |
| Gauche         | Gauche                             | 10 324       | 35,60        | 10 282      | 38,44       | 2      |
|                |                                    |              |              |             |             |        |
|                | Rassemblement pour la République   | 6 732        | 23,22        | 9 865       | 36,89       | 5      |
|                | Front national                     | 4 549        | 15,69        | 736         | 2,75        | 0      |
|                | Union pour la démocratie française | 2 618        | 9,03         | 4 178       | 15,62       | 1      |
|                | Divers droite                      | 630          | 2,17         |             |             |        |
| Droite         | Droite                             | 14 529       | 50,11        | 14 779      | 55,26       | 6      |
|                |                                    |              |              |             |             |        |
|                | Les Verts                          | 2 108        | 7,27         | 1 684       | 6,30        | 0      |
|                | Génération écologie                | 2 036        | 7,02         |             |             |        |
| Écologistes    | Écologistes                        | 4 144        | 14,29        | 1 684       | 6,30        | 0      |
|                |                                    |              |              |             |             |        |
| Inscrits       | Inscrits                           | 45 931       | 100,00       | 45 926      | 100,00      |        |
| Abstention     | Abstention                         | 14 825       | 32,28        | 16 495      | 35,92       |        |
| Votants        | Votants                            | 31 106       | 67,72        | 29 431      | 64,08       |        |
| Blancs et nuls | Blancs et nuls                     | 2 109        | 6,78         | 2 686       | 9,13        |        |
| Exprimés       | Exprimés                           | 28 997       | 93,22        | 26 745      | 90,87       |        |

## Résultats par canton

### Canton de Belfort-Centre
| Candidats      | Candidats         | Étiquette      | Premier tour | Premier tour | Second tour | Second tour |
| Candidats      | Candidats         | Étiquette      | Voix         | %            | Voix        | %           |
| -------------- | ----------------- | -------------- | ------------ | ------------ | ----------- | ----------- |
|                | Damien Meslot     | RPR            | 1 269        | 36,12        | 1 707       | 51,12       |
|                | Philippe Garot    | PS             | 909          | 25,88        | 1 247       | 37,35       |
|                | Pierre Belargent  | FN             | 596          | 16,97        | 385         | 11,53       |
|                | Christian Greiner | Verts          | 535          | 15,23        |             |             |
|                | Arlette Clerc     | PCF            | 168          | 4,78         |             |             |
|                | Hatem Ben Smail   | PS             | 36           | 1,02         |             |             |
|                |                   |                |              |              |             |             |
| Inscrits       | Inscrits          | Inscrits       | 5 859        | 100,00       | 5 858       | 100,00      |
| Abstention     | Abstention        | Abstention     | 2 104        | 35,91        | 2 270       | 38,75       |
| Votants        | Votants           | Votants        | 3 755        | 64,09        | 3 588       | 61,25       |
| Blancs et nuls | Blancs et nuls    | Blancs et nuls | 242          | 6,44         | 249         | 6,94        |
| Exprimés       | Exprimés          | Exprimés       | 3 513        | 93,56        | 3 339       | 93,06       |

### Canton de Belfort-Est
| Candidats      | Candidats            | Étiquette      | Premier tour | Premier tour | Second tour | Second tour |
| Candidats      | Candidats            | Étiquette      | Voix         | %            | Voix        | %           |
| -------------- | -------------------- | -------------- | ------------ | ------------ | ----------- | ----------- |
|                | Jacques Bichet*      | UDF            | 1 292        | 31,68        | 2 167       | 58,97       |
|                | Etienne Butzbach     | PS             | 1 117        | 27,39        | 1 508       | 41,03       |
|                | Rémi Daude           | FN             | 667          | 16,36        |             |             |
|                | Serge Beaumont       | Verts          | 463          | 11,35        |             |             |
|                | Jean-Francois Bailly | DVD            | 387          | 9,49         |             |             |
|                | Kamel Mahfouf        | PCF            | 124          | 3,04         |             |             |
|                | Mustapha Lounes      | PS             | 28           | 0,69         |             |             |
|                |                      |                |              |              |             |             |
| Inscrits       | Inscrits             | Inscrits       | 6 805        | 100,00       | 6 805       | 100,00      |
| Abstention     | Abstention           | Abstention     | 2 470        | 36,30        | 2 783       | 40,90       |
| Votants        | Votants              | Votants        | 4 335        | 63,70        | 4 022       | 59,10       |
| Blancs et nuls | Blancs et nuls       | Blancs et nuls | 257          | 5,93         | 347         | 8,63        |
| Exprimés       | Exprimés             | Exprimés       | 4 078        | 94,07        | 3 675       | 91,37       |

*sortant

### Canton de Belfort-Nord
| Candidats      | Candidats       | Étiquette      | Premier tour | Premier tour | Second tour | Second tour |
| Candidats      | Candidats       | Étiquette      | Voix         | %            | Voix        | %           |
| -------------- | --------------- | -------------- | ------------ | ------------ | ----------- | ----------- |
|                | Denis Allimant* | PS             | 1 009        | 31,54        | 1 388       | 47,70       |
|                | Lionel Courbey  | RPR            | 883          | 27,60        | 1 522       | 52,30       |
|                | Michel Heidet   | FN             | 545          | 17,04        |             |             |
|                | Roger Heyer     | GE             | 516          | 16,13        |             |             |
|                | Corinne Ruiz    | PCF            | 216          | 6,75         |             |             |
|                | Saliha Sammari  | PS             | 30           | 0,94         |             |             |
|                |                 |                |              |              |             |             |
| Inscrits       | Inscrits        | Inscrits       | 5 513        | 100,00       | 5 511       | 100,00      |
| Abstention     | Abstention      | Abstention     | 2 021        | 36,66        | 2 209       | 40,08       |
| Votants        | Votants         | Votants        | 3 492        | 63,34        | 3 302       | 59,92       |
| Blancs et nuls | Blancs et nuls  | Blancs et nuls | 293          | 8,39         | 392         | 11,87       |
| Exprimés       | Exprimés        | Exprimés       | 3 199        | 91,61        | 2 910       | 88,13       |

*sortant

### Canton de Belfort-Ouest
| Candidats      | Candidats           | Étiquette      | Premier tour | Premier tour | Second tour | Second tour |
| Candidats      | Candidats           | Étiquette      | Voix         | %            | Voix        | %           |
| -------------- | ------------------- | -------------- | ------------ | ------------ | ----------- | ----------- |
|                | Christian Proust*   | PS             | 876          | 33,84        | 1 187       | 50,32       |
|                | Gérard Riche        | RPR            | 656          | 25,34        | 1 125       | 47,69       |
|                | Guy Monnier         | FN             | 478          | 18,46        | 47          | 1,99        |
|                | Claudine Voignier   | GE             | 331          | 12,78        |             |             |
|                | Said Labidi         | PS             | 64           | 2,47         |             |             |
|                | Marie-Claude Beuret | PCF            | 184          | 7,11         |             |             |
|                |                     |                |              |              |             |             |
| Inscrits       | Inscrits            | Inscrits       | 4 359        | 100,00       | 4 359       | 100,00      |
| Abstention     | Abstention          | Abstention     | 1 590        | 36,48        | 1 763       | 40,45       |
| Votants        | Votants             | Votants        | 2 769        | 63,52        | 2 596       | 59,55       |
| Blancs et nuls | Blancs et nuls      | Blancs et nuls | 180          | 6,50         | 237         | 9,13        |
| Exprimés       | Exprimés            | Exprimés       | 2 589        | 93,50        | 2 359       | 90,87       |

*sortant

### Canton de Châtenois-les-Forges
| Candidats      | Candidats        | Étiquette      | Premier tour | Premier tour | Second tour | Second tour |
| Candidats      | Candidats        | Étiquette      | Voix         | %            | Voix        | %           |
| -------------- | ---------------- | -------------- | ------------ | ------------ | ----------- | ----------- |
|                | Joël Bonnef      | RPR            | 1 481        | 32,59        | 2 286       | 52,75       |
|                | Jacques Pignot*  | PS             | 1 443        | 31,76        | 2 048       | 47,25       |
|                | Charles Remetter | FN             | 600          | 13,20        |             |             |
|                | Yves Cargnino    | GE             | 531          | 11,69        |             |             |
|                | Jacques Schiavi  | DVD            | 243          | 5,35         |             |             |
|                | Josette Auger    | PCF            | 221          | 4,86         |             |             |
|                | Mustapha Lounes  | PS             | 25           | 0,55         |             |             |
|                |                  |                |              |              |             |             |
| Inscrits       | Inscrits         | Inscrits       | 7 029        | 100,00       | 7 029       | 100,00      |
| Abstention     | Abstention       | Abstention     | 2 155        | 30,66        | 2 284       | 32,49       |
| Votants        | Votants          | Votants        | 4 874        | 69,34        | 4 745       | 67,51       |
| Blancs et nuls | Blancs et nuls   | Blancs et nuls | 330          | 6,77         | 411         | 8,66        |
| Exprimés       | Exprimés         | Exprimés       | 4 544        | 93,23        | 4 334       | 91,34       |

*sortant

### Canton de Danjoutin
| Candidats      | Candidats       | Étiquette      | Premier tour | Premier tour | Second tour | Second tour |
| Candidats      | Candidats       | Étiquette      | Voix         | %            | Voix        | %           |
| -------------- | --------------- | -------------- | ------------ | ------------ | ----------- | ----------- |
|                | Jean Rosselot*  | RPR            | 1 726        | 39,68        | 2 300       | 62,47       |
|                | Jacques Lehmann | PS             | 1 096        | 25,20        | Retrait     | Retrait     |
|                | Alain Fousseret | Verts          | 732          | 16,83        | 1 382       | 37,53       |
|                | Michel Algrin   | FN             | 606          | 13,93        |             |             |
|                | Raynald Pedrosa | PCF            | 165          | 3,79         |             |             |
|                | Mustapha Lounes | PS             | 25           | 0,57         |             |             |
|                |                 |                |              |              |             |             |
| Inscrits       | Inscrits        | Inscrits       | 6 290        | 100,00       | 6 289       | 100,00      |
| Abstention     | Abstention      | Abstention     | 1 657        | 26,34        | 2 068       | 32,88       |
| Votants        | Votants         | Votants        | 4 633        | 73,66        | 4 221       | 67,12       |
| Blancs et nuls | Blancs et nuls  | Blancs et nuls | 283          | 6,11         | 539         | 12,77       |
| Exprimés       | Exprimés        | Exprimés       | 4 350        | 93,89        | 3 682       | 87,23       |

*sortant

### Canton d'Offemont
| Candidats      | Candidats             | Étiquette      | Premier tour | Premier tour | Second tour | Second tour |
| Candidats      | Candidats             | Étiquette      | Voix         | %            | Voix        | %           |
| -------------- | --------------------- | -------------- | ------------ | ------------ | ----------- | ----------- |
|                | Claude Mougenot       | RPR            | 717          | 31,15        | 925         | 38,46       |
|                | Emile Gehant          | PS             | 666          | 28,93        | 874         | 36,34       |
|                | Marie-Thérèse Munnier | FN             | 428          | 18,59        | 304         | 12,64       |
|                | Jean-Jacques Mettetal | Verts          | 378          | 16,42        | 302         | 12,56       |
|                | Daniel Braconnier     | PCF            | 94           | 4,08         |             |             |
|                | Tahar Hadjadj         | PS             | 19           | 0,83         |             |             |
|                |                       |                |              |              |             |             |
| Inscrits       | Inscrits              | Inscrits       | 3 631        | 100,00       | 3 631       | 100,00      |
| Abstention     | Abstention            | Abstention     | 1 121        | 30,87        | 1 106       | 30,46       |
| Votants        | Votants               | Votants        | 2 510        | 69,13        | 2 525       | 69,54       |
| Blancs et nuls | Blancs et nuls        | Blancs et nuls | 208          | 8,29         | 120         | 4,75        |
| Exprimés       | Exprimés              | Exprimés       | 2 302        | 91,71        | 2 405       | 95,25       |

### Canton de Valdoie
| Candidats      | Candidats               | Étiquette      | Premier tour | Premier tour | Second tour | Second tour |
| Candidats      | Candidats               | Étiquette      | Voix         | %            | Voix        | %           |
| -------------- | ----------------------- | -------------- | ------------ | ------------ | ----------- | ----------- |
|                | Daniel Pierquet*        | PS             | 1 586        | 35,87        | 2 030       | 50,24       |
|                | Michel Renaud           | UDF            | 1 326        | 29,99        | 2 011       | 49,76       |
|                | Joël Scarinoff          | GE             | 658          | 14,88        | Retrait     | Retrait     |
|                | Irène Contant           | FN             | 629          | 14,22        |             |             |
|                | Marie-France Couqueberg | PCF            | 189          | 4,27         |             |             |
|                | Mustapha Lounes         | PS             | 34           | 0,77         |             |             |
|                |                         |                |              |              |             |             |
| Inscrits       | Inscrits                | Inscrits       | 6 445        | 100,00       | 6 444       | 100,00      |
| Abstention     | Abstention              | Abstention     | 1 707        | 26,49        | 2 012       | 31,22       |
| Votants        | Votants                 | Votants        | 4 738        | 73,51        | 4 432       | 68,78       |
| Blancs et nuls | Blancs et nuls          | Blancs et nuls | 316          | 6,67         | 391         | 8,82        |
| Exprimés       | Exprimés                | Exprimés       | 4 422        | 93,33        | 4 041       | 91,18       |

*sortant